# Cessnock
Cessnock è una città dell'Australia situata nel Nuovo Galles del Sud. Si trova a circa 52 km ad ovest da Newcastle ed è il centro amministrativo della LGA della Città di Cessnock.